# 木瀬部屋

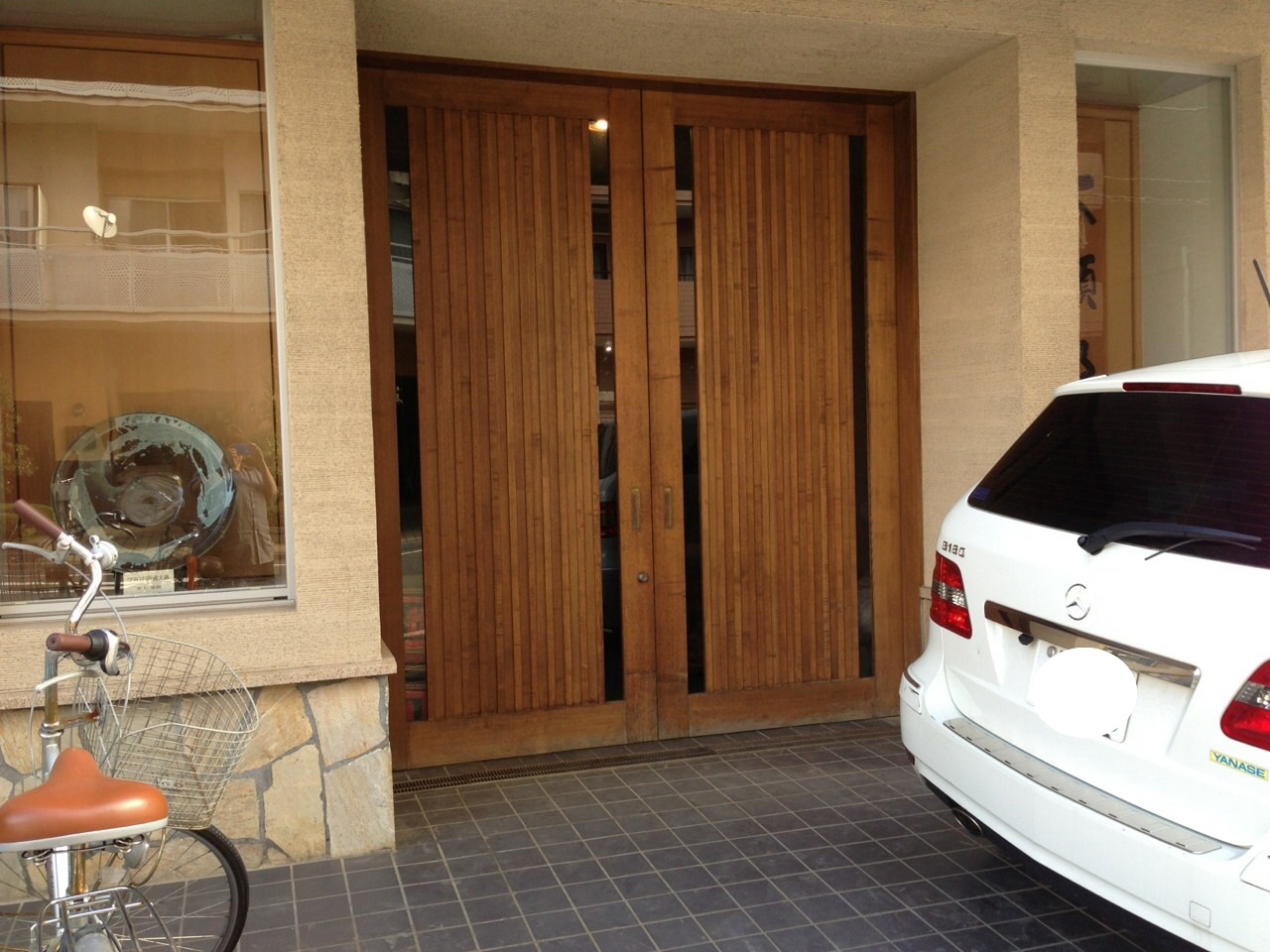
木瀬部屋

木瀬部屋（きせべや）は、日本相撲協会所属で出羽海一門の相撲部屋。かつて伊勢ヶ濱一門（旧・伊勢ヶ濱一門）にも同名の部屋が存在したが、系統的つながりはない。

## 歴史

### 木瀬部屋創設から出羽海一門預かりまで
2002年11月場所限りで現役を引退して、以降は三保ヶ関部屋の部屋付き親方となっていた年寄・11代木村瀬平（元幕内・肥後ノ海）が、2003年12月1日付で7人の内弟子を連れて三保ヶ関部屋から分家独立して木瀬部屋を創設した。以降、多くの学生相撲経験者を弟子に迎え入れ、市原（清瀬海）や臥牙丸などの関取を輩出し、角界有数の大部屋へと成長した。
2017年11月場所の宿舎では一般的でない3面土俵を採用しており、11代木瀬は「自分が現役の頃は土俵の取り合いで、たくさん稽古するには朝5時頃から始めるしかなかったが、3面あればいくらでもできる。いまは7時から始められてしっかり睡眠時間も確保できる」と談話を残している。部屋の設備にはこだわりぬいており、11代木瀬は稽古場に冷暖房を設置している他、稽古場をビデオ撮影して稽古などを管理しており、さらに土や水にもこだわっており殺菌効果や化膿しにくい性質がある酸性水を稽古場に撒いている。
部屋の名前と師匠の通称が「木瀬」となっている理由は、「木村」が行司の家名であることから区別をするために「木村」と「瀬平」から1字ずつ取っていることによる。同様の例に「式秀」（式守秀五郎）がある。
2010年5月、2009年7月場所において暴力団幹部らが一般では入手できない維持員席で観戦していた問題で、日本相撲協会から整理券の確保に関与したとされる11代木瀬に対して役職を委員から平年寄へ2階級降格、部屋の所属力士27人は出羽海一門預かりとする処分が下された。これにより部屋は閉鎖されることが決定し、同年5月29日には受け入れ先が同じ出羽海一門に所属する北の湖部屋に決定。同年5月31日に一同預り願い届が提出され、正式に部屋は閉鎖された。

### 出羽海一門預かり処分解除後
2012年3月場所中に行われた日本相撲協会理事会において閉鎖処分の解除が決定し、北の湖部屋の部屋付き親方となっていた11代木瀬と力士26人が再び移籍して同年4月1日付で木瀬部屋が再開された。この時、閉鎖期間中に北の湖部屋へ入門した常幸龍らも木瀬部屋へ移籍した。
2016年5月8日に師匠の交代に伴い貴乃花一門（当時）所属になった千賀ノ浦部屋から13代稲川（元小結・普天王）が移籍して部屋付き親方となった。
2020年1月場所で、部屋の力士として初めて德勝龍が幕内最高優勝を果たした。
2023年2月1日、同日付で師匠交代に伴い雷部屋に改称される入間川部屋から15代若藤（元幕内・皇司）が移籍して部屋付き親方となった。
2025年4月2日までに、部屋付きだった21代千田川（元幕内・德勝龍）が高砂一門の錦戸部屋に移籍した。

## 所在地
- 東京都墨田区立川一丁目16番8号
- 都営地下鉄大江戸線、都営地下鉄新宿線各森下駅徒歩5分

## 師匠
- 11代：木村瀬平（きむら せへい、前1・肥後ノ海、熊本）

## 部屋付き親方
- 若藤信英（わかふじ のぶひで、前4・皇司、兵庫）※入間川部屋から移籍
- 稲川有希（いながわ ゆうき、小結・普天王、熊本）※千賀ノ浦部屋から移籍
- 井筒光彦（いづつ みつひこ、前12・明瀬山、愛知）

## 力士

### 現役の関取経験力士
- 宇良和輝（小結・大阪）
- 志摩ノ海航洋  (前3・三重)
- 金峰山晴樹（前3・カザフスタン）
- 美ノ海義久（前4・沖縄）
- 英乃海拓也（前6・東京）
- 紫雷匠（十2・東京）

### 幕内

#### 小結
- 臥牙丸勝（ジョージア） 
  - 北の湖部屋預かり時代に小結に昇進。木瀬部屋所属力士としての最高位は前2。
- 常幸龍貴之（東京)

#### 前頭
- 德勝龍誠（前2・奈良）
- 明瀬山光彦（前12・愛知）
- 市原孝行（前13・愛知）
  - 引退は北の湖部屋預かり時代で、引退時の四股名は清瀬海孝行。

### 十両
- 木﨑海伸之助（十3・沖縄）
- 德真鵬元久（十6・三重）
- 肥後ノ城政和（十9・熊本）
- 希善龍貴司（十11・香川）
- 大成道喜悌（十12・青森）
- 髙立直哉（十13・石川）

## ギャラリー
- 熊本地震復興支援もちつき即売会での宇良関 笹塚十号通り商店街（2017年2月撮影）
- 「木瀬部屋による チャリティー塩ちゃんこ」笹塚十号通り商店街（2018年10月撮影）
- 「木瀬部屋力士衆による もちつき即売会」笹塚十号通り商店街（2019年2月撮影）

## 旧・木瀬部屋

### 歴史
1942年（昭和17年）5月場所限りで引退し、以降は伊勢ヶ濱部屋の部屋付き親方となっていた年寄・8代北陣（元幕内・桂川）が、1948年5月に名跡変更して年寄・9代木村瀬平を襲名した。9代木瀬は伊勢ヶ濱部屋の部屋付き親方として後進を指導する一方で、一般人に相撲を指導する相撲練成道場を開いていた。その後、相撲錬成道場の門人が大相撲入門を志願したために、1956年9月に分家独立する形で部屋を創設した。
9代は伊勢ヶ濱部屋の所属力士で自身の娘婿となった清の盛が1967年5月場所にて引退した際に年寄名跡・木村瀬平を譲渡して廃業し、清の盛は年寄・10代木村瀬平を襲名して木瀬部屋を継承した。その後、9代は相撲練成道場の運営に戻り、さらに居合道の道場を興している。
10代が部屋の師匠を務めた時代には、小結・青葉山に十両・天剛山といった関取や、相撲甚句の名手として知られた幕下・大納川といった力士を輩出した。2000年4月に10代が停年（定年）退職を迎えるため、その直前となる同年2月に部屋は閉鎖され、所属力士3人と床山1人は桐山部屋へと移籍した。

### 師匠
- 9代：木村瀬平（きむら せへい、前1・桂川、宮城）
- 10代：木村瀬平（きむら せへい、前9・清の盛、秋田）

### 力士

#### 小結
- 青葉山弘年（宮城）

#### 十両
- 天剛山隆清（十5・新潟）